# Pancasila

Wappen Indonesiens mit den fünf Symbolen der Pancasila

Pancasila (alte Schreibweise: Pantja-Sila) bedeutet „Fünf Prinzipien“ (Sanskrit). Dies sind die fünf Grundsätze der nationalen Ideologie und Verfassung der Republik Indonesien, denen in dem Vielvölkerstaat eine identitätsbildende und homogenisierende Wirkung zugedacht ist.

## Die fünf Prinzipien der Pancasila
Die fünf Prinzipien der Pancasila werden in der Präambel der indonesischen Verfassung genannt:
1. Das Prinzip der All-Einen Göttlichen Herrschaft (Ketuhanan Yang Maha Esa)
2. Humanismus (Kemanusian yang adil dan beradab)
3. Nationale Einheit (Persatuan Indonesia)
4. Demokratie (Permusyawaratan/perwakilan)
5. Soziale Gerechtigkeit (Keadilan Sosial)

Das erste Prinzip „der All-Einen Göttlichen Herrschaft“ ist ein Neologismus und stellt eine prädikative Verwendung (ke-...-an) des Substantivs „Herr“ (Tuhan) dar, was die Anerkennung der All-Einen Göttlichen Herrschaft zum Prinzip erhebt. Dieser Begriff beschreibt eine Art Zivilreligion, nach der im überwiegend muslimischen Indonesien jeder Staatsbürger einer der fünf großen Weltreligionen (Islam, Christentum, Buddhismus, Hinduismus, Konfuzianismus) angehören muss. Glaubensformen, die keine schriftliche Überlieferung besitzen, oder nichtreligiöse Vorstellungen werden nicht akzeptiert.
Das Staatswappen der Republik Indonesien zeigt die fünf Symbole der Pancasila vor dem mythischen Garuda-Adler:
1. Stern (Das Prinzip der All-Einen göttlichen Herrschaft)
2. Kette (Internationalismus)
3. Banyanbaum (Nationalismus)
4. Banteng-Büffel (Demokratie)
5. Baumwolle und Reis (Soziale Wohlfahrt)

## Geschichte
Die Pancasila wurde erstmals von dem späteren ersten Präsidenten Sukarno in seiner Rede am 1. Juni 1945 vor dem Untersuchungsausschuss zur Vorbereitung der Unabhängigkeit Indonesiens (BPUPKI) entworfen. Er wollte mit den fünf Prinzipien der Absicht vieler Mitglieder des BPUPKI entgegentreten, Indonesien zu einem islamischen Staat zu machen. Sukarno befürchtete in diesem Fall die Sezession indonesischer Regionen mit nichtislamischer Bevölkerungsmehrheit wie zum Beispiel Bali. Der Ausschuss war von der japanischen Besatzungsmacht einberufen worden, um von den Führern der Unabhängigkeitsbewegung die mögliche Weltanschauung für die zu gründende Republik Indonesien entwerfen zu lassen. Die fünf Prinzipien, mit denen Sukarno auf Argumente seiner Vorredner Yamin und Supomo zurückgriff, lauteten in der ursprünglichen Reihenfolge:
1. Nationalismus (Kebangsaan Indonesia)
2. Humanismus/Internationalismus (Perikemanusian/Internationalisme)
3. Beratung (Permusyawaratan)
4. Soziale Wohlfahrt (Kesejahteraan Sosial)
5. Prinzip der All-Einen Göttlichen Herrschaft (Ketuhanan Yang Maha Esa)

Auf Drängen der Vertreter islamischer Organisationen in diesem Ausschuss wurde die Reihenfolge der Prinzipien jedoch durch die sogenannte Jakarta-Charta (Piagam Jakarta) vom 22. Juni 1945 geändert und die Rolle der Religion gestärkt, indem das ursprünglich fünfte Prinzip an erste Stelle rückte. Die weitergehende Forderung der Muslime, auch die Befolgung der Scharia für ihre Anhänger festzuschreiben, war in der Jakarta-Charta zwar vorgesehen, wurde jedoch nicht in die Verfassung aufgenommen. Am 17. August 1945 erklärte die Republik Indonesien ihre Unabhängigkeit auf Grundlage der Pancasila-Formel, die heute auch in der Präambel der indonesischen Verfassung steht.